# 柴門ふみセレクション
『柴門ふみセレクション』（さいもんふみセレクション）は、1992年10月12日から同年12月21日まで、テレビ朝日系で毎週月曜20:00～20:54(JST)に放送されたドラマシリーズである。
題名の通り、漫画家の柴門ふみ原作による、1話完結のドラマが全10話放送された。
前番組『本当にあった怖い話』同様オムニバス形式のドラマ番組であったが、この作品より『月曜ドラマ・イン』の冠が設けられた。またこの番組から秋田朝日放送がネット局に加わっている。
福井放送（この時間帯は日本テレビの枠）では、改編期の穴埋め番組として不定期に放送していた（この際、番組枠の関係上、四国放送・高知放送などでも同時放送された模様）。
また日本テレビ系山梨放送でも、テレビ朝日系の番宣枠だった月曜22時のレギュラー番組が放送休止になった時に穴埋めで放送されていた。

## 放送された作品
| 放送日時       | タイトル                    | 主演       |
| 1992年10月12日 | ふしだらなシンデレラたち    | 千堂あきほ |
| 1992年10月19日 | 少年以上・少女未満          | 戸田菜穂   |
| 1992年10月26日 | 結婚オペレーション10 to 7   | 西村知美   |
| 1992年11月2日  | さっきまでパパがいた        | 荻野目洋子 |
| 1992年11月9日  | さみしい同盟                | 渡辺満里奈 |
| 1992年11月16日 | 少年A・B 少女C              | 高橋由美子 |
| 1992年11月30日 | 泣きながらトライアングル    | 浅香唯     |
| 1992年12月7日  | 彼女の嘘・僕の嘘            | 横山めぐみ |
| 1992年12月14日 | 野望の女                    | 生稲晃子   |
| 1992年12月21日 | コップの中のわずかな反乱'92 | 和久井映見 |

## スタッフ
- プロデューサー：佐藤凉一・東裕二（テレビ朝日）、志村彰・安念正一（KUJIRA）
- 企画協力：名島徹
- 音楽：島健
- 制作協力：5年D組、ペンハウス
- 制作：テレビ朝日、KUJIRA

## 主題歌
- 財津和夫『誰が許すの 君のわがままを』

## ネット局
| 放送対象地域  | 放送局             | 系列                          | 放送形態   | 放送時間帯         | 備考                                                                |
| ------------- | ------------------ | ----------------------------- | ---------- | ------------------ | ------------------------------------------------------------------- |
| 関東広域圏    | テレビ朝日         | テレビ朝日系列                | 同時ネット | 月曜 20:00 - 20:54 | 制作局                                                              |
| 北海道        | 北海道テレビ       | テレビ朝日系列                | 同時ネット | 月曜 20:00 - 20:54 |                                                                     |
| 青森県        | 青森朝日放送       | テレビ朝日系列                | 同時ネット | 月曜 20:00 - 20:54 |                                                                     |
| 宮城県        | 東日本放送         | テレビ朝日系列                | 同時ネット | 月曜 20:00 - 20:54 |                                                                     |
| 秋田県        | 秋田朝日放送       | テレビ朝日系列                | 同時ネット | 月曜 20:00 - 20:54 | 開局と同時に月曜ドラマ・インのネット開始。 本作が初ネットとなった。 |
| 山形県        | 山形放送           | 日本テレビ系列 テレビ朝日系列 | 遅れネット | 月曜 22:00 - 22:54 | キー局より2時間遅れネット                                           |
| 福島県        | 福島放送           | テレビ朝日系列                | 同時ネット | 月曜 20:00 - 20:54 |                                                                     |
| 新潟県        | 新潟テレビ21       | テレビ朝日系列                | 同時ネット | 月曜 20:00 - 20:54 |                                                                     |
| 長野県        | 長野朝日放送       | テレビ朝日系列                | 同時ネット | 月曜 20:00 - 20:54 |                                                                     |
| 静岡県        | 静岡けんみんテレビ | テレビ朝日系列                | 同時ネット | 月曜 20:00 - 20:54 | 現・静岡朝日テレビ                                                  |
| 石川県        | 北陸朝日放送       | テレビ朝日系列                | 同時ネット | 月曜 20:00 - 20:54 |                                                                     |
| 中京広域圏    | 名古屋テレビ       | テレビ朝日系列                | 同時ネット | 月曜 20:00 - 20:54 |                                                                     |
| 近畿広域圏    | 朝日放送           | テレビ朝日系列                | 同時ネット | 月曜 20:00 - 20:54 | 現・朝日放送テレビ                                                  |
| 広島県        | 広島ホームテレビ   | テレビ朝日系列                | 同時ネット | 月曜 20:00 - 20:54 |                                                                     |
| 香川県 岡山県 | 瀬戸内海放送       | テレビ朝日系列                | 同時ネット | 月曜 20:00 - 20:54 |                                                                     |
| 福岡県        | 九州朝日放送       | テレビ朝日系列                | 同時ネット | 月曜 20:00 - 20:54 |                                                                     |
| 長崎県        | 長崎文化放送       | テレビ朝日系列                | 同時ネット | 月曜 20:00 - 20:54 |                                                                     |
| 熊本県        | 熊本朝日放送       | テレビ朝日系列                | 同時ネット | 月曜 20:00 - 20:54 |                                                                     |
| 鹿児島県      | 鹿児島放送         | テレビ朝日系列                | 同時ネット | 月曜 20:00 - 20:54 |                                                                     |

| テレビ朝日系 月曜20時台ドラマ枠（1992年10月 - 1992年12月） | テレビ朝日系 月曜20時台ドラマ枠（1992年10月 - 1992年12月） | テレビ朝日系 月曜20時台ドラマ枠（1992年10月 - 1992年12月） |
| 前番組                                                     | 番組名                                                     | 次番組                                                     |
| ---------------------------------------------------------- | ---------------------------------------------------------- | ---------------------------------------------------------- |
| 本当にあった怖い話                                         | 柴門ふみセレクション                                       | いちご白書                                                 |